# جان هیل
جان هیل (انگلیسی: John Hill؛ زادهٔ ۸ مهٔ ۱۹۴۹) بازیکن فوتبال اهل نیوزیلند بود.
از باشگاه‌هایی که در آن بازی کرده‌است می‌توان به باشگاه فوتبال گلنتوران اشاره کرد.
وی همچنین در تیم ملی فوتبال نیوزیلند بازی کرده‌است.